# 刘从良
刘从良（1954年—），河南信阳人，汉族，中华人民共和国政治人物、第十二届全国人民代表大会解放军代表。
毕业于中央党校经济管理专业。加入中国共产党。担任山东省军区政委（2011年7月－2014年7月），2011年9月任中共山东省委常委。2013年，担任全国人大代表。